# 狩野直喜
狩野 直喜（かの なおき、1868年2月11日（慶応4年1月18日） - 1947年（昭和22年）12月13日）は、日本の中国学者。中国文学、中国哲学、敦煌学に業績を残す。京都帝国大学名誉教授。字は子温、号に君山、半農人がある。内藤湖南・桑原隲蔵と並ぶ京都学派東洋史学の創始者の一人。肥後国（現：熊本県）生まれ。

## 略歴
1868年（明治元年）狩野直恒の三男として熊本市京町に生まれる。竹馬の友に中国文学者の古城貞吉がいる。1879年（明治12年）、創設まもない同心学舎に入学し、明治17年に後身の済々黌を卒業。その後上京し、共立学校で英語・数学を学んだのち、大学予備門に入り1892年（明治25年）に卒業。東京帝国大学文科大学漢学科に入学。同期に藤田豊八、後輩に桑原隲蔵・高瀬武次郎がいた。在学中は島田篁村から考証学を承けた。
1900年（明治33年）には京都帝国大学への赴任を前提に中国本土（清）の北京に留学するが、義和団事件に巻き込まれ服部宇之吉とともに北京日本公使館に籠城した。翌1901年（明治34年）には上海へ留学、羅振玉や内藤湖南と知り合い、欧米の東洋学者とも交流を深めた。1903年（明治36年）の帰国後、台湾総督府による『清国法制史』の編纂、京都法政専門学校（のちの立命館大学）附設の東方語学校での講義を行う。
1906年（明治39年）にようやく新設された京都帝国大学文科大学の教授に就任。中国哲学・中国文学・中国語学を教え、青木正児・吉川幸次郎・阿藤伯海らの中国文学者・中国学者を指導育成したほか、後に旧熊本藩細川家当主の細川護貞にも教えている。1910年（明治43年）には発見まもない敦煌文書の調査のため京都帝大より内藤湖南・小川琢治・富岡謙蔵・濱田耕作らと北京へ赴く。
1912年（明治45年）から欧州留学し、フランスではシノロジーの大家シャヴァンヌやペリオらと交遊し当時最先端の文献学的方法を吸収、またフランスに持ち帰られた敦煌文書（敦煌学）の閲覧研究も行った。1925年（大正14年）、帝国学士院会員に選任。1928年（昭和6年）京都帝国大学を定年退官。
また先述の服部宇之吉と共に、義和団事件賠償金で運営された日中共同の東方文化事業に関与し、1929年（昭和4年）、東方文化学院京都研究所（現：京都大学人文科学研究所）初代所長に就任、京都研究所が東方文化研究所として独立する1935年（昭和13年）まで務め、1944年に文化勲章を受章した。墓所は金戒光明寺。

## 栄典
- 1908年（明治41年）12月11日 - 従六位[3]
- 1912年（大正元年）12月28日 - 従五位[4]
- 1944年（昭和19年） - 文化勲章

## 研究
- 研究手法は考証学的で、清朝考証学を本格的に日本へ伝えた最初の人とされ、中国文学史において元曲、その他の口語文学の本格的な研究を創始した。後の京都大学の中国学（京都学派）に大きな影響を与えている[1]。
- 敦煌学の先駆的研究を行った一人であるほか、中国の民間文学研究にも力を注いだ[1]。

## 人物
- 明治20年代の東京大学学生時代に「紫海」の号を用いていた。紫海は「筑紫の海」を略したもので有明海を意味する。進学のため有明海を渡って上京したからという[5]。
- 司馬遼太郎『この国のかたち』や『春灯雑話』によれば、学生時の細川護貞を教えるときでも漢文の解釈に一々出典を挙げさせた。また朱子学を嫌い、考証学や徂徠学を尊んだ。後年臨終の床で、細川より「なぜ日本がこのような馬鹿な負け方をしたのでしょう」と問われ、「（朱子学が基にある）水戸学のせいだ」と答えるほどであったという。
- 一方で小島祐馬によれば、宋学（朱子学）の学者の気風を好んでいたという[1]。
- 社交的で交友関係が広く、日清戦争の前後の東大同窓には、夏目漱石、高山樗牛、建部遯吾、姉崎正治、上田敏、笹川臨風、松本文三郎、桑原隲蔵、照井雨江、鈴木豹軒、久保天隋がいて、みな友人だった。同郷熊本の先輩でも元田永孚、井上毅、清浦奎吾、徳富蘇峰、徳富蘆花、佐々友房がいた。清浦には漢詩を指導したが、「清浦伯は詩を作るが一向上達しない。」と言っていた。武内義雄は親子のように親切にされたと語っている。また、辛亥革命で日本へ避難してきた羅振玉、王国維の世話をした[6]。
- 175通の書簡が残っている弟子・阿藤伯海の紹介で、比叡山延暦寺の叡南祖賢（千日回峰行大行満大阿闍梨）と知り合い、『宸翰英華』の編纂委員となると、延暦寺勅封の嵯峨天皇御宸翰を拝観して親しくなり深く交流した。祖賢師の依頼を受けて、嵯峨天皇の御製を調査するなど、度々叡山を訪ね、祖賢師へ漢詩を贈っている。狩野が亡くなった時、祖賢師は正式の葬儀に先立って、弟子の覚範師を伴ってお参りし、十七回忌の折には自坊で法要を営んだ[7]。
- 狩野宅の近くに哲学者の西田幾太郎が住んでおり、二人の往来もひんぱんだった。落合太郎は「どうも狩野先生と西田先生は、学問的な自信が血管のすみずみまで浸透し、健康にもいい影響を与えている。」と語っていた[8]。
- 富岡鉄斎の藝術のよき理解者であり、鉄斎について日本と支那のことしか知らぬような人ではない、排外的なところは少しもなく、表向きは出さなかったが、西洋の絵のこともよく研究していたと評価していた[9]。
- 1924年の第15回衆議院議員総選挙において、地元熊本出身の清浦奎吾の内閣を支持する熊本電気を中心とする高橋長秋、紫藤章ら実業家をはじめ、林市蔵、松浦有志太郎、鳥居素川を背景に熊本1区から立候補した佐藤潤象を支援した[10]。
- 1928年（昭和3年）に同郷の古城貞吉、鳥居素川、中島為喜の四人が中心となって、池辺三山の詩、画、文章を編集して、『三山遺芳』を刊行した[11]。
- 明治の文学は相当評価していたが、現代文学については殆ど知らなかったので、桑原武夫を通じて 志賀直哉から揮毫を頼まれた時、「その人は何をする人だね」と聞いた。なお狩野は桑原武夫の父である桑原隲蔵の墓銘碑を書いている[12]。
- 阿藤伯海が一高時代の恩師・岩元禎の家に狩野を案内した時、岩元がギリシャの詩文について、狩野が中国の詩文について、数時間楽しく談笑した後、狩野は「では失敬」とあっさり後にした。阿藤は「君子の交わりは淡として水の如し」を目のあたりにして感嘆した。岩元は甥たちに狩野への親しみをたびたび語っていた[13]。
- 喜寿になった時、「このごろは本を読むと疲れて困る」と狩野が言うので、吉川幸次郎が「毎日どのくらいお読みですか」と聞くと、「朝8時から晩10時まで読んでいるよ。」と答えたという[14]。
- 夏目漱石について「漱石という人は俳句趣味の男で、中国本来の岩のところにボタンの花が咲いたように、本当の中国のことがわかる人ではなかった」と吉川幸次郎に話した。一方、「夏目ほどの人は、その後の英文学にいない。」と、英文学者としての漱石を高く評価していた[15]。

## 親族
- 嫡孫狩野直禎は東洋史学者（先秦～六朝期の中国史）。『中国哲学史』以外の著作編纂を行った。
  - 遺著は監修・注釈で『狩野君山の阿藤伯海あて尺牘集』[16] 杉村邦彦・寺尾敏江編、法蔵館、2019年。阿藤は弟子の漢文学者

## 著作
※大半の著作が、遺稿集や弟子達のノート等を基にしている
- 『山井鼎と七経孟子考文補遺』、狩野直喜、1926年
- 『支那学文藪』、弘文堂書房、1927年、
  - 改訂新版・みすず書房、1973年、解説吉川幸次郎 - 元版を大幅に増訂
- 『旧鈔巻子本荘子残巻校勘記』、東方文化学院、1932年
- 『読書籑余』、弘文堂書房、1947年  
  - 改訂新版・みすず書房、1980年、解説狩野直禎 - 上記遺著を新訂
- 『中國哲學史』岩波書店、1953年 - 度々復刊。オンデマンド版2012年
- 『両漢學術考』、筑摩書房、1964年、復刊1978年、1988年
- 『魏晋學術考』筑摩書房、1968年、復刊1978年、1988年

以下は各・みすず書房 - ※主に孫・狩野直禎が校訂
- 『支那文學史 上古より六朝まで』1970年、復刊1980年、1993年、解説吉川幸次郎
- 『論語孟子研究』1977年、解説吉川幸次郎
- 『漢文研究法』1979年、復刊1989年／平凡社〈東洋文庫〉2018年 - 古勝隆一補訂・解説（電子書籍も刊）
- 『御進講録』1984年、新装復刊2005年、解説宮崎市定 - 経学を軸とする昭和天皇への進講
- 『清朝の制度と文學』1984年、解説宮崎市定
- 『支那小説戯曲史』1992年
- 『春秋研究』1994年、解説島田虔次

## 記念論集・回想記
- 『支那学論叢 狩野教授還暦記念論集』（弘文堂書房、1928年、再版1930年）
- 『東洋学の創始者たち』（吉川幸次郎編、講談社、1976年）

弟子らの座談会の回想で、対象は白鳥庫吉、内藤湖南ら6名、なお編者は当時東方学会会長。
- 『東方学回想 Ⅰ 先学を語る〈1〉』（刀水書房、2000年）、いずれも座談での回想（上記の新版）
- 吉川幸次郎『音容日に遠し』（筑摩書房、1980年）、遺著で先師らの回想記
- 『書論 第38号　特集 狩野君山』[17]杉村邦彦 編、書論編集室、2012年（遺墨図版、狩野直禎・吉川忠夫、編者の論考）